# Dialektyzm
Dialektyzm (gr. diálogos „rozmowa” i dialektikē „dialektyka” z diálektos „sposób mówienia”), gwaryzm – element językowy właściwy dla dialektu lub grupy dialektów, używany głównie w komunikacji ustnej. Dialektyzmem może być np. pojedynczy wyraz (np. uświerknąć zamiast zmarznąć) lub połączenie wyrazowe (frazeologizm); wyróżnia się także dialektyzmy gramatyczne (pójdźwa zam. pójdźmy), składniowe (np. gęsi lecieli) i fonetyczne (np. kóń zam. koń).
W węższym (funkcjonalnym) ujęciu dialektyzm to cecha gwarowa przeniesiona na grunt języka standardowego. W literaturze takie zastosowanie dialektyzmu stanowi formę ekspresji artystycznej (dialektyzacja), natomiast niecelowe jego użycie w języku ogólnym, bez poczucia jego nacechowania stylistycznego, może być uważane za błąd językowy. Dialektyzmy to również elementy gwarowe zakorzenione w języku ogólnym (przeważnie chodzi o wyrazy związane z folklorem lub kulturą materialną), które utraciły pierwotne zabarwienie regionalne. Na określenie tego rodzaju gwaryzmów używa się też terminu „zapożyczenia wewnętrzne”.